# 50000원 지폐
50000원 지폐는 대한민국의 중앙은행인 한국은행에서 발행하는 대한민국 원 지폐 가운데 하나이다. 2009년 6월 23일에 최초로 발행되었다. 크기는 154 × 68mm이고 목화 섬유로 제조되었다.
현재 통용되고 있는 가 50000원 지폐 앞면에는 조선 시대의 문인, 화가인 신사임당의 초상화가 그려져 있으며 신사임당이 그린 《묵포도도》, 《초충도수병》이 함께 그려져 있다. 뒷면에는 어몽룡이 그린 《월매도》, 이정이 그린 《풍죽도》가 그려져 있다. 지폐에 있는 위변조 방지 요소로는 숨은그림(은화), 돌출은화, 홀로그램 띠, 앞뒤판맞춤, 요판 인쇄, 입체형 부분노출은선, 숨은은선(은선), 미세문자, 요판 잠상, 시변각잉크, 형광인쇄, 필터형 잠상이 있다. 주로 경조사, 부동산 거래, 회비 등 규모가 큰 행사를 치를 때 쓰인다.

## 개요
| 권종  | 최초 발행   | 발행 정지 | 색상   | 크기(mm) | 앞면 도안                                         | 뒷면 도안                              |
| ----- | ----------- | --------- | ------ | -------- | ------------------------------------------------- | -------------------------------------- |
| 가 권 | 2009. 6. 23 |           | 노란색 | 154 × 68 | 신사임당, 신사임당의 《묵포도도》, 《초충도수병》 | 어몽룡의 《월매도》, 이정의 《풍죽도》 |

## 위변조 방지 요소
| 요소                                    | 특징 |
| --------------------------------------- | --- |
| 숨은그림(은화)                          | 지폐를 밝은 빛에 비추면 지폐에 숨겨진 신사임당의 초상화와 액면 숫자 "50000"이 나타난다. |
| 돌출은화                                | 지폐를 밝은 빛에 비추면 신사임당의 초상화 오른쪽 하단 부분에 오각형 안에 있는 숫자 "5"가 나타난다. |
| 홀로그램 띠                             | 보는 각도에 따라 한반도 지도, 액면 숫자 "50000"과 태극 무늬, 4괘가 번갈아 나타난다. |
| 입체형 부분노출은선                     | 지폐 앞면에는 태극 무늬 여러 개가 새겨진 회색 특수 인쇄 필름 띠가 있는데 지폐를 위아래로 움직이면 태극 무늬가 좌우로 움직이는 것처럼 보이고 지폐를 좌우로 움직이면 태극 무늬가 위아래로 움직이는 것처럼 보인다. |
| 앞뒤판맞춤                              | 지폐를 밝은 빛에 비추면 앞면과 뒷면에 그려진 태극 무늬가 완성된 모습으로 나타난다. |
| 요판 인쇄                               | 지폐에 쓰여져 있는 글자, 액면 숫자가 볼록하게 인쇄되어 있다. |
| 숨은은선(은선)                          | 지폐를 밝은 빛에 비추면 "한국은행", "50000", "BANK OF KOREA BANK OF KOREA"라는 문자가 삽입된 특수 필름 띠가 나타난다.                                                                                           |
| 미세문자(요판 미세문자 & 평판 미세문자) | 지폐를 확대해서 보면 "50000", "BANK OF KOREA" 문자, 한글 자음이 미세하게 연속적으로 인쇄되어 있는 것이 보인다.                                                                                                  |
| 요판 잠상                               | 지폐 앞면을 기울여 보면 숨겨져 있던 "5"라는 숫자가 나타난다. |
| 시변각잉크                              | 보는 각도에 따라 액면 숫자의 색상이 자주색이나 녹색으로 바뀐다. |
| 형광인쇄                                | 지폐를 자외선에 비추면 묵포도도, 형광 색사가 나타난다. |
| 필터형 잠상                             | 지폐를 특수 제작된 필터에 올려놓으면 숨겨져 있던 액면 숫자 "50000"이 나타난다. |
| 디자인                                  | - 원판 : 자체기술로 제작. - 초상화 : 이종상 화백이 그린 초상화를 사용. - 디자인 공개 : 2009년 2월 25일. |

## 5만원권 발행의 장단점과 문제점
고액권으로 분류되는 5만원권의 발행은 화폐 발행 후 이를 관리하는 데 들어가는 비용 절감 뿐만 아니라 자기앞 수표의 발행 비용을 절감할 수 있다는 장점을 가지고 있다. 2007년 한국은행에 따르면 고액권을 발행할 경우 수표 발행 및 취급에 들어가는 연간 2800억원과, 1만원권의 발행으로 들어가는 관리 비용 연간 400억원을 절감할 수 있다고 한다. 이 뿐만 아니라 지폐 휴대 장수를 줄일 수 있기 때문에 이로 인한 이동 및 관리, 보안 유지 비용을 줄일 수 있다는 점이 있다. 이 밖에 수표 사용시마다 개인 정보(특히, 자신의 성명 및 주민 등록 번호)를 이서하는 번거로움을 없앨 수 있다.
단점으로는 정치적으로 악용될 소지가 있다. 고액권이기 때문에 같은 수량 및 부피로 환산하면 최고 5배 가까운 금액의 암거래를 막을 수 없고, 현금이기 때문에 정확한 자금 출처 및 경로를 추적할 수 없다. 이 외에도 물가 상승을 피할 수 없는데, 예를 들어 기존 4만 5천 원 이었던 물건이 고액권 영향으로 5만 원으로 바뀔 수 있다. 그리고 5만원권은 5000원권과 색상이 비슷해 혼동할 수 있다
고액권으로 분류되는 5만원권은 노력 대비 작업 효율이 좋기 때문에 위조지폐의 위험성에 노출되어 있다. 물론 여러 가지 위조방지 장치를 해 놓아서 위조하기 매우 어렵지만 그래도 위조하는 범죄자가 있다. 발행된 지 얼마 되지 않아 오만원권 인쇄 부분인 50000의 '5'자 일부분이 홀로그램 위에 인쇄되었기 때문에 손톱으로 손쉽게 지워지거나, 입체형 부분 노출 은선이 삽입된 부분이 벌어지는 취약점을 드러내기도 했다. 그러나 한국은행은 임의의 오만원권에 똑같은 방식으로 틈새를 만든 뒤 ATM 기기에 넣고 실험한 결과 ATM 기기에는 이상이 없다고 발표했으며, 덧붙여 고의로 훼손하지 말것을 알리기도 했다. 또한 이 틈새는 첨단칼라복사기 방지를 위한 것이라고 외환은행 금융기관영업부 서태석 부장이 밝혔다.
신사임당을 그린 이종상은 자신이 김은호의 제자라고 말하지만, 사실이 아니라는 주장이 나오고 있다. 초상화의 문제점도 존재하는데 실제 신사임당과는 전혀 다른 얼굴이라서 일각에서 논란이 있었다.